# 鳥羽源藏
鳥羽 源藏（とば げんぞう、1872年2月28日〈明治5年1月20日〉 - 1946年〈昭和21年〉5月23日）は、日本の明治から昭和初期にかけて活躍した博物学者、教育者である。植物・昆虫・鳥・貝類などの分類学者であり、標本収集者だった。号は三枝。姓の「羽」は「羽」の旧字体だがJIS X 0208には収録されておらず、名の「藏」は「蔵」の旧字体であるため、新字体を用いて鳥羽 源藏、鳥羽 源蔵とも表記される。

## 生涯

### 生い立ち
明治5年1月20日（グレゴリオ暦1872年2月28日）に岩手県気仙郡小友（おとも）村（現在の陸前高田市小友町）で清左衛門とアヤメの長男として生まれた。生家は「源氏屋」と呼ばれる名門であり、財産家であったともいわれている。1879年に門前小学校に入学。1887年気仙高等小学校修業後、東京で農業・養蚕を学び、さまざまな分野の研究者に師事した。

### 活動
1900年（明治33年）8月に小学校教員の免許を受け、9月より小友尋常小学校准訓導となった。その後も動植物や地文などについて著名な研究者から教えを受けている。
1908年（明治41年）4月に台湾総督府農事試験場に勤務、1912年（明治45年）1月に小友尋常高等小学校准訓導に復職した。1914年9月から東北帝国大学の矢部長克・早坂一郎に気仙郡の地質、とくに化石について学んだ。
1922年（大正11年）5月には岩手県師範学校教諭心得となり、1928年（昭和3年）に教員無試験検定に合格して岩手県師範学校（現在の岩手大学教育学部）教諭となり、博物学を講義。73歳まで務めた。1946年（昭和21年）5月23日に脳溢血で死去。74歳だった。

## 研究

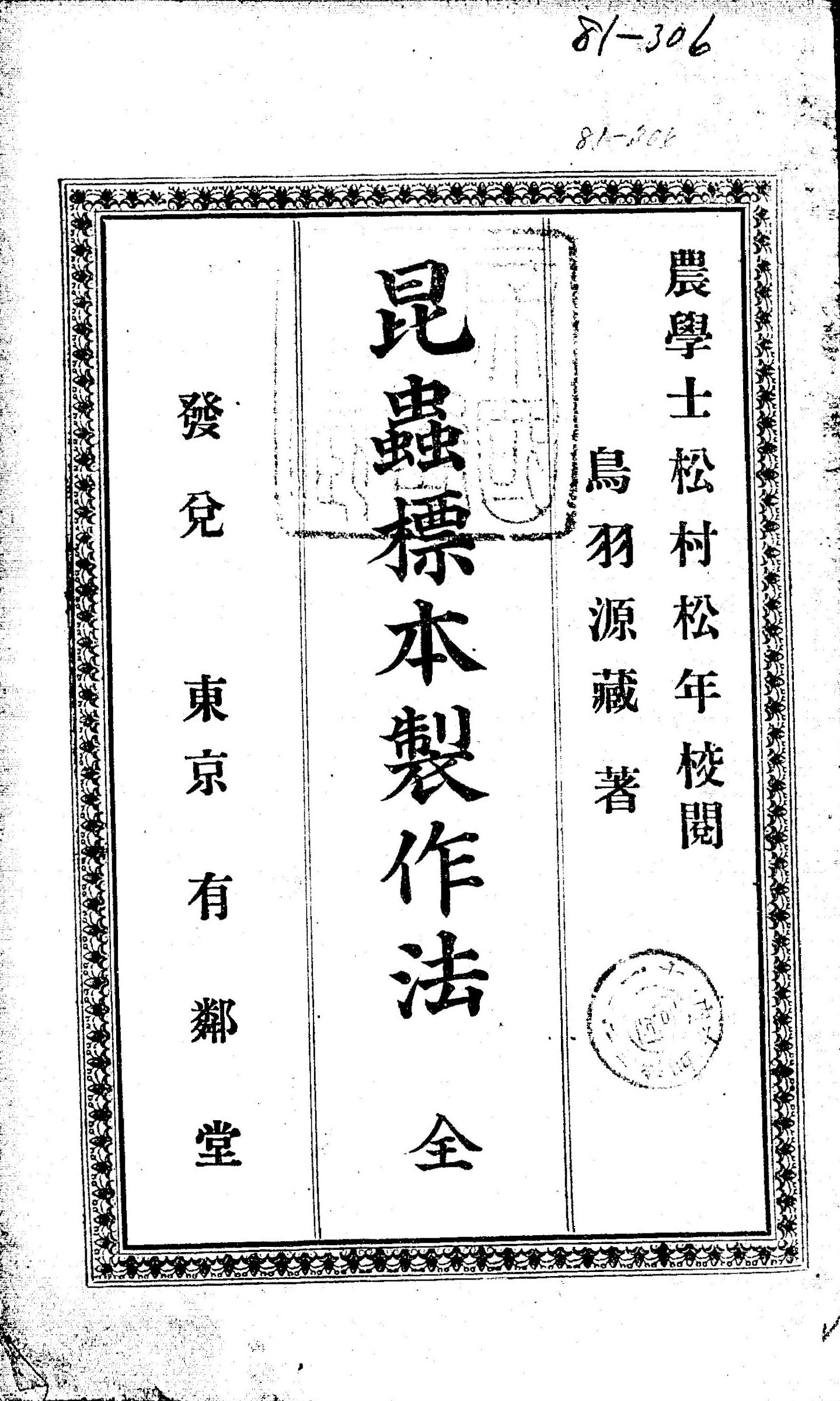
鳥羽による『昆蟲標本製作法』。なお標題では発兌が「有鄰堂」と表記されているが奥付では「有隣堂」と表記されている

特に考古学や生物学に関心が強く矢部・早坂に学んだほか、昆虫学では松村松年、植物分類学では牧野富太郎、海藻調査は岡村金太郎、動物・植物・地文・生理は理科大学の寺崎留吉、菌類・地衣類は三好学、貝類の研究は岩川友太郎、平瀬與一郎・黒田徳米に師事した。第二高等学校教授安田篤に菌蕈類（食用茸を含む）を、専攻科飯柴栄吉・笹岡久彦に蘚類を学んだ。
師範学校在勤中、岩手県史跡名勝天然記念物調査会委員などを歴任し、猊鼻渓を始め、40か所の指定調査・保存に関わった。
ヒメギフチョウの孵化を日本で初めて観察した。
1936年に記載された笹、ヒメカミザサの学名（バシオニム） Sasa tobagenzoana Koidz. は、京都大学教授小泉源一が発見者の鳥羽に献名したものである。なお、現在はスズザサ属に移動され、先取権によりサイヨウザサの亜種 Neosasamorpha stenophylla ssp. tobagenzoana (Koidz.) S. Suzuki として扱われる。
「西の熊楠、東の源藏」と評される収集活動を行ない、岩手の自然史資料を多く残した。
門前（もんぜん）貝塚・獺沢（うそざわ）貝塚・長谷堂貝塚等の気仙郡の貝塚の調査に参加し、出土した骨角器等を考古学界に紹介した。
植物学会、昆虫学会のメンバーとして植物・昆虫・鳥・貝など160編あまりの研究報文を発表した。30数種を越す新種、変種、新品種を記録した。トバイソニナ、トバマイマイ、トバニシキなど鳥羽の名前がつく貝が多数ある。1928年には日本貝類学会創立の発起人に名を連ねている。
日本貝類学会誌に「貝に關する二三の遊戯」として貝殻を使った岩手県気仙郡の7つの遊びを記している。
博物学のあらゆる分野の当代の著名な研究者に教えを受けながら多数の業績を残し、幅広い研究領域の多くの後継者から慕われ、「岩手博物界の太陽」と称された。弟子の藤本留五郎からは、「一見謹厳に感じる人なのに、ふっくらとした体の中にユーモアを湛えていて、それを小出しに放出して場を和ましてくれるとこも特技の一つだった」と評されている。

## 指定・保存に関わった岩手県内の史蹟名勝天然記念物
国の天然記念物
花輪堤ハナショウブ群落、姉帯小鳥谷根反の珪化木地帯、猊鼻渓、数栗（カズグリ）
国の特別天然記念物
夏油温泉の石灰華、早池峰山の高山植物帯　

## 交流

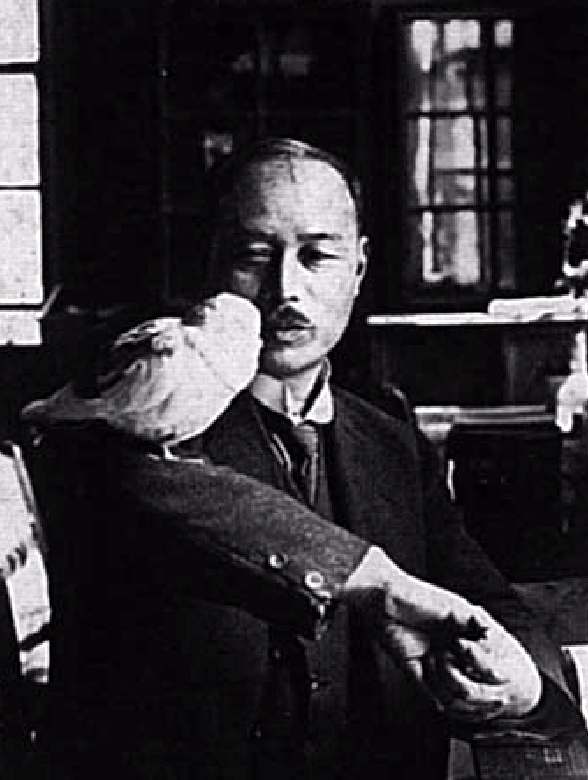
岩手県師範学校教諭時代の鳥羽

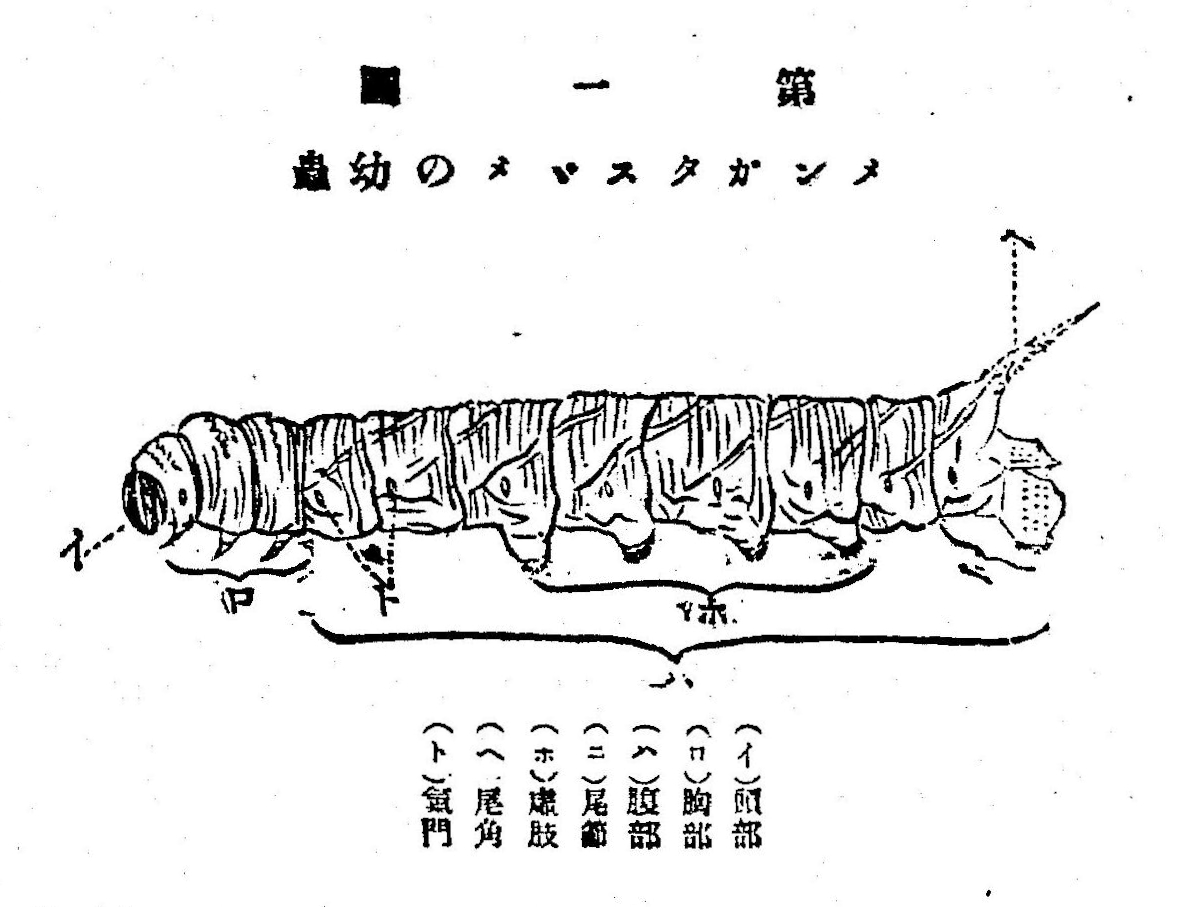
鳥羽の『昆蟲標本製作法』に描かれたメンガタスズメの幼虫

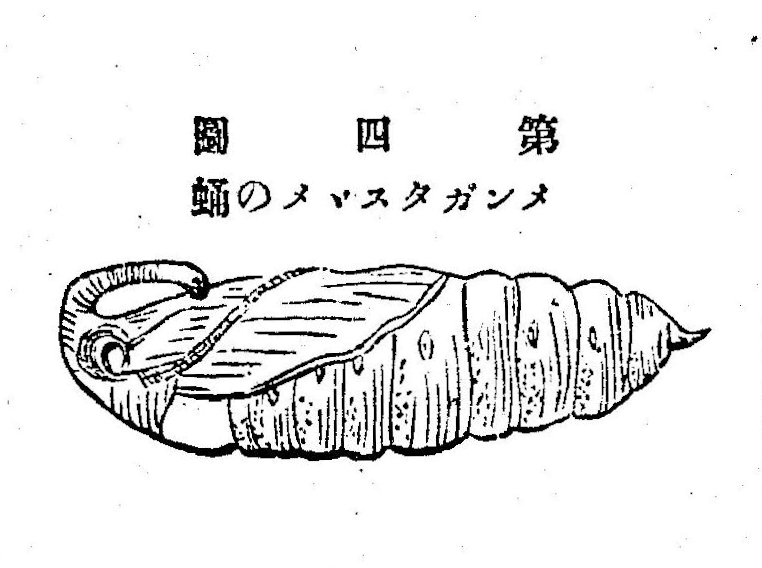
鳥羽の『昆蟲標本製作法』に描かれたメンガタスズメの蛹

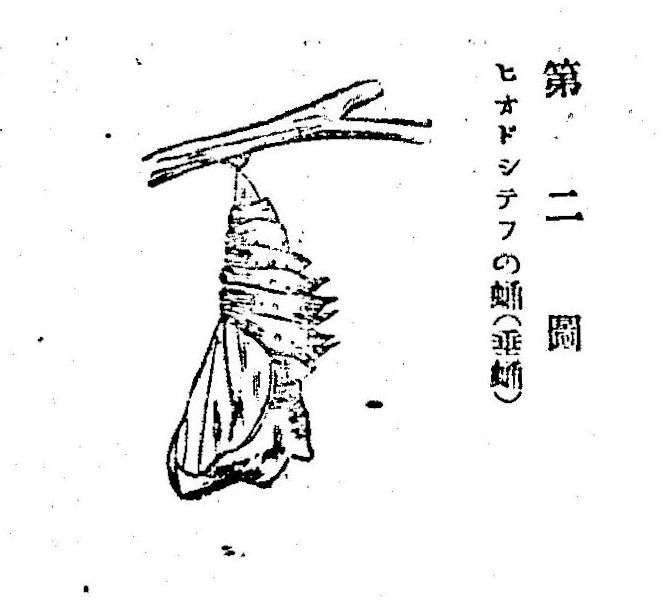
鳥羽の『昆蟲標本製作法』に描かれたヒオドシチョウの蛹

宮沢賢治
1922年（大正11年）、宮沢賢治がバタグルミの化石を岩手師範学校教諭心得の鳥羽に送ったところ、鳥羽を通じて東北帝国大学地質古生物学教室助教授の早坂一郎に伝えられ、まだ日本の学界に発表されていない貴重なものと判明した。鳥羽と宮沢の交流はこの時からといわれる。1925年（大正14年）、宮沢が説明案内役を務め、早坂が北上川小船渡（通称イギリス海岸）で実地調査を行なった。調査を終えた後、早坂は花巻駅で鳥羽と会っている。翌年、早坂は「地学雑誌」に論文「岩手県花巻町化石胡桃に就いて」を発表し、その謝辞に「伊藤博士並びに化石採集に便宜を与へて下さつた盛岡の鳥羽源藏氏、花巻の宮沢賢治氏に感謝の意を表する。」と記した。
『ポラーノの広場』では、博物局に勤務する主人公レオーノ・キューストがイーハトーヴォ海岸を採集旅行し、「海藻を押し葉に」する。
『猫の事務所』には、「トバスキー酋長」「ゲンゾスキー財産家」の名前が登場する。
『毒蛾』は鳥羽が岩手日報、岩手毎日新聞などに書いた寄稿を題材にしたとされている。
鳥羽とのつながりを示す作品として他に、『イギリス海岸』『銀河鉄道の夜』『グスコーブドリの伝記』などがある。（「イギリス海岸」は、花巻駅東方約 2 kmにある北上川西岸において、イギリスのドーバー海峡の白亜の海岸を連想させる泥岩層が露出することにちなんだ呼称で賢治が付けたとされるが、賢治らしくない命名であり、賢治が付けたのではなく仲間内の呼称ではないかとする論もある。）
柳田國男
柳田國男は『遠野物語』を刊行した10年後の1920年、2か月をかけて東北を訪ね歩き、『豆手帖から』を著した。その旅のメモ的な『大正九年八月以後東北旅行』によれば、小友村を訪れて佐藤庄五郎と鳥羽源藏に話を聞いた。次のように記している。
小友村鳥羽源蔵君を訪ねる。此辺の旧家で貝類の学者、又人類学会の会員。其談に、小友は明治二十九年の海嘨に浪が外海から越えて内浦に入つた。家屋が壊れて岡の上に打ち上げられた。当時は何れも高い処に引越して家を建てたが、今は又危険を忘れて、再び漁事の便宜の為に海近くに下がつて住むようになった。
明治29年の海嘨とは、明治三陸地震から起こった津波である。また、柳田は鳥羽の高祖父に関する逸話も書き記している。
平瀬與一郎・信太郎
平瀬與一郎は自宅を「平瀬介館」と称して研究拠点としたが、鳥羽は気仙の底引漁師を獎励して幾多の寒流系深海種を採集し、介館に送った。介館閉鑚後、平瀬信太郎あて送った美しい大きな左巻蝸牛がトバマイマイとなった。
三好学
三好学は天然記念物の保護に貢献した。鳥羽が尽力した高田松原などの名勝指定申請は、文部省嘱託の三好が現地を訪れて審査している。
松村松年
1898年（明治31年）に鳥羽は理・農学博士松村松年に昆虫学を学び、翌年には『昆蟲標本製作法』（有隣堂）を自費出版した。本書は好評で版を重ね、盛岡高農蔵書として明治35(1902)年刊行の４版が記録されている。
牧野富太郎
1901年（明治34年）から牧野富太郎に師事した。陸前高田市立博物館再建の際、鳥羽から牧野への手紙が牧野植物園に保存されていることがわかった。陸前高田市立博物館には牧野から鳥羽あての手紙が22通残されており、交流の深さを示している。2人がやりとりした手紙のレプリカは陸前高田市立博物館で見ることができる。鳥羽は陸前の標本を贈って牧野の研究を下支えしたが、標本は現在、牧野標本館に数多く収蔵されている。
三好学・牧野富太郎編の『日本高山植物図譜』2巻（1907年・1909年）が刊行され植物採集ブームが到来したが、昆虫採集はそれを追いかけるかたちだった。1899年出版の鳥羽源藏の『昆蟲標本製作法』が啓蒙書の役割を果たしたとされる。

## コレクションの被災

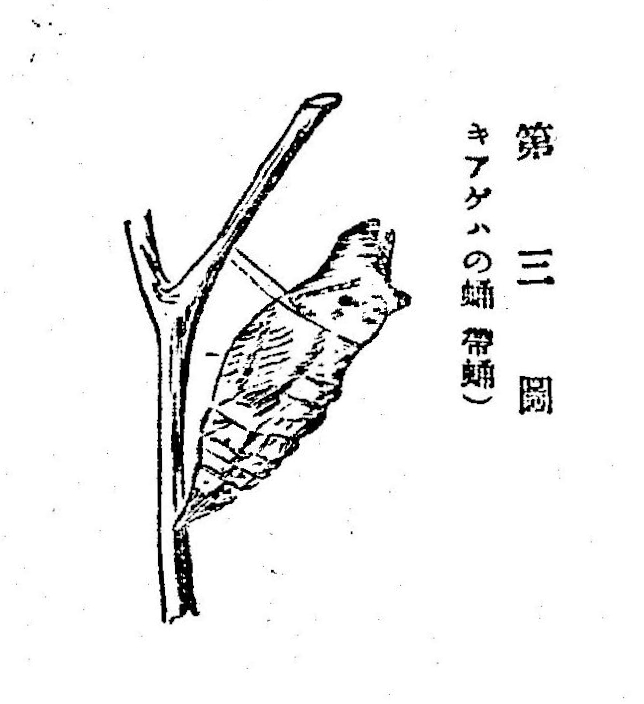
鳥羽の『昆蟲標本製作法』に描かれたキアゲハの蛹

鳥羽が収集した約2万点の貝類や考古、植物、昆虫など合わせて約3万6000点からなる標本コレクションは、陸前高田市立博物館と「海と貝のミュージアム」に収蔵されていたが、2011年の東北地方太平洋沖地震で発生した津波により被災した。震災後は盛岡市の岩手県立博物館によって回収され、「標本レスキュー」「文化財レスキュー」として呼びかけられ、修復作業が行われた。これは、全国の自然史系博物館が連携して標本修復の協力を行う初めてのケースとなった。
コレクション修復の過程で再評価が進んでいる。鳥羽が少なくとも3種類の植物の発見者だったことや、すでに絶滅した種の標本があることなどが分かった。
2003年、陸前高田市立博物館が市内の学校所蔵資料調査を実施したところ、矢作小学校（旧）で標本2箱と1918年（大正7年）学級日誌が発見された。2011年3月、小学校の統廃合により博物館に寄贈されることになったが、寄贈のタイミングにより被災を免れた。矢作町飯森産の化石と1918年（大正7年）の日誌の無事を確認した。鳥羽に案内された早坂が化石を鑑定したことが日誌に示されていた。
1994年海と貝のミュージアムの敷地の一角に建てられた鳥羽源藏の胸像（銅像）は、ミュージアムから内陸に約250 m 流され、Twitterを通じて発見が伝えられた。
東日本大震災により全壊した陸前高田市立博物館は、同じく被害を受けた海と貝のミュージアムと合築して新設し、2022年11月に再開館した。常設展示で、鳥羽源藏とその弟子・千葉蘭児の業績やコレクションを紹介している。

## 外部サイト
- 展示案内 - 陸前高田市立博物館（「7 博物学の世界」の箇所に鳥羽に関する展示の案内がある）
- 国立国会図書館デジタルコレクション『昆虫標本製作法』